# Lil Pump (альбом)
Lil Pump — дебютний студійний альбом американського репера Lil Pump'а. Платівка побачила світ 6 жовтня 2017 року за участі студій звукозапису «Tha Lights Global» та «Warner Bros. Records». Офіційному виходу альбому передували п'ять синглів: «Boss», «Flex Like Ouu», «Molly», «D Rose» та «Gucci Gang». У записі платівки взяли участь також такі реп-виконавці: Smokepurpp, Lil Yachty, Chief Keef, Gucci Mane, 2 Chainz та Рік Росс
Альбом дебютував третьою сходинкою на «US Billboard 200» з показником у 45,000 проданих екземплярів. 21 червня 2018 року платівка отримала золоту сертифікацію RIAA з показником у більш ніж пів мільйона проданих в США екземплярів. Музичний журнал XXL описав альбом такими словами: «це проект, який засвідчує появу його автора та його чільне місце серед лідерів руху СаундКлауд репу».

## Треки
| #     | Назва             | Тривалість |
| ----- | ----------------- | ---------- |
| 1.    | «What U Sayin»    | 2:20       |
| 2.    | «Gucci Gang»      | 2:04       |
| 3.    | «Smoke My Dope»   | 2:15       |
| 4.    | «Crazy»           | 2:05       |
| 5.    | «Back»            | 3:17       |
| 6.    | «D Rose»          | 2:15       |
| 7.    | «At the Door»     | 2:03       |
| 8.    | «Youngest Flexer» | 3:19       |
| 9.    | «Foreign»         | 1:52       |
| 10.   | «Whitney»         | 3:12       |
| 11.   | «Molly»           | 2:02       |
| 12.   | «Iced Out»        | 3:12       |
| 13.   | «Boss»            | 1:46       |
| 14.   | «Flex Like Ouu»   | 1:48       |
| 15.   | «Pinky Ring»      | 3:12       |
| 36:42 |                   |            |

## Чарти
| Чарти (2017–18)                                      | Місце |
| ---------------------------------------------------- | ----- |
| Бельгія Belgian Albums (Ultratop Flanders)           | 80    |
| Бельгія Belgian Albums (Ultratop Wallonia)           | 81    |
| Канада Canadian Albums (Billboard)                   | 6     |
| Данія Danish Albums (Hitlisten)                      | 36    |
| Нідерланди Dutch Albums (MegaCharts)                 | 46    |
| Фінляндія Finnish Albums (Suomen virallinen lista)   | 10    |
| Франція French Albums (SNEP)                         | 67    |
| Італія Italian Albums (FIMI)                         | 19    |
| Нова Зеландія New Zealand Albums (Recorded Music NZ) | 33    |
| Норвегія Norwegian Albums (VG-lista)                 | 20    |
| Швеція Swedish Albums (Sverigetopplistan)            | 20    |
| США Billboard 200                                    | 3     |
| США Top R&B/Hip-Hop Albums (Billboard)               | 2     |